# Góra Zamkowa (Cieszyn)
Die Góra Zamkowa (deutsch: Burgberg) ist ein Berg in Polen. Er liegt auf dem Stadtgebiet von Cieszyn. Mit einer Höhe von 298 m ist er einer der niedrigeren Berge des Schlesischen Vorgebirges. Der Berg liegt an den nordwestlichen Ausläufern der Schlesischen Beskiden.

## Geschichte
Auf dem Burgberg befand sich die Burg Teschen. Nach der Zerstörung des Alten Teschen im 9. Jahrhundert wurde der Ort auf dem heutigen Burgberg im 10. Jahrhundert wieder aufgebaut. Die Burg wurde während des Dreißigjährigen Krieges zerstört und die Ruine zum großen Teil 1838 abgetragen. Erhalten sind die romanische Kapelle St. Nikolaus und St. Wenzel, der gotische Piastenturm und der gotische Burgfried. Im 19. Jahrhundert wurde anstelle der Burgruine das Habsburger-Schloss mit romantischem Park und eine Brauerei errichtet.